# ليكسينغتون (نيويورك)
ليكسينغتون (بالإنجليزية: Lexington, New York)‏ هي بلدة أمريكية تقع في الولايات المتحدة في مقاطعة غرين، نيويورك. يقدر عدد سكانها بـ 805 نسمة ومساحتها 206.5 كم2 وترتفع عن سطح البحر 488 متر.